# Badian
Badian is een gemeente in de Filipijnse provincie Cebu op het gelijknamige eiland. Bij de census van 2015 telde de gemeente bijna 38 duizend inwoners. Badian wordt in het noorden begrensd door de gemeente Moalboal, in het westen door de Straat Tañon, in het zuiden door de gemeente Alegria en in het oosten door de gemeente Dalaguete.
De barangay Poblacion (zie beneden) wordt gezien als de belangrijkste barangay, met name de buurtschap ('sitio') Sawang (Cebuano voor 'markt'). Daar zijn de kerk, het ziekenhuis, de markt, de middelbare school en het politiebureau gevestigd. Badian heeft twee middelbare scholen en een lagere school.
Het ziekenhuis en de scholen vervullen een belangrijke regionale functie voor de omliggende steden Moalboal, Alcantara en Ronda.
De beschermheilige van de stad is Santiago. Zijn feest wordt jaarlijks gevierd op 25 juli en de kerk draagt zijn naam.
Het lokale vervoer in Badian geschiedt met 'pedicabs', met fietskracht voortgedreven voertuigjes waar 2-3 personen in kunnen zitten en 'tricycles' (hetzelfde concept maar dan gebouwd om een lichte motorfiets). De verbinding met Cebu City gebeurt door de in Badian gevestigde Librando bussen, die in Cebu City vertrekken vanaf de 'South bus terminal'. Met een auto duurt de rit ca. 1-1,5 uur vanaf Cebu City.

## Geschiedenis
De nederzetting Badian is reeds gesticht in 1745. De naam van de gemeente is afgeleid van het woord Badyang. Deze lokale plant groeide eens overvloedig in de omgeving. De Spanjaarden verbasterden de naam vanwege problemen met de uitspraak tot Badian.

## Geografie

### Bestuurlijke indeling
Badian is onderverdeeld in de volgende 29 barangays:
| - Alawijao - Balhaan - Banhigan - Basak - Basiao - Bato - Bugas - Calangcang - Candiis - Dagatan - Dobdob - Ginablan - Lambug - Malabago - Malhiao | - Manduyong - Matutinao - Patong - Poblacion - Sanlagan - Santicon - Sohoton - Sulsugan - Talayong - Taytay - Tigbao - Tiguib - Tubod - Zaragosa |

## Demografie
Badian had bij de census van 2015 een inwoneraantal van 37.912 mensen. Dit waren 213 mensen (0,6%) meer dan bij de vorige census van 2010. Ten opzichte van de census van 2000 was het aantal inwoners gegroeid met 7.512 mensen (24,7%). De gemiddelde jaarlijkse groei in die periode kwam daarmee uit op 1,46%, hetgeen lager was dan het landelijk jaarlijks gemiddelde over deze periode (1,72%).

De bevolkingsdichtheid van Badian was ten tijde van de laatste census, met 37.912 inwoners op 110,07 km², 344,4 mensen per km².

## Economie
De belangrijkste pijlers van de lokale economie zijn landbouw, visserij en toerisme. Het toerisme wordt vooral gedreven door de Kawasan waterval in Matutinao en door het 'Badian island resort'

## Bezienswaardigheden

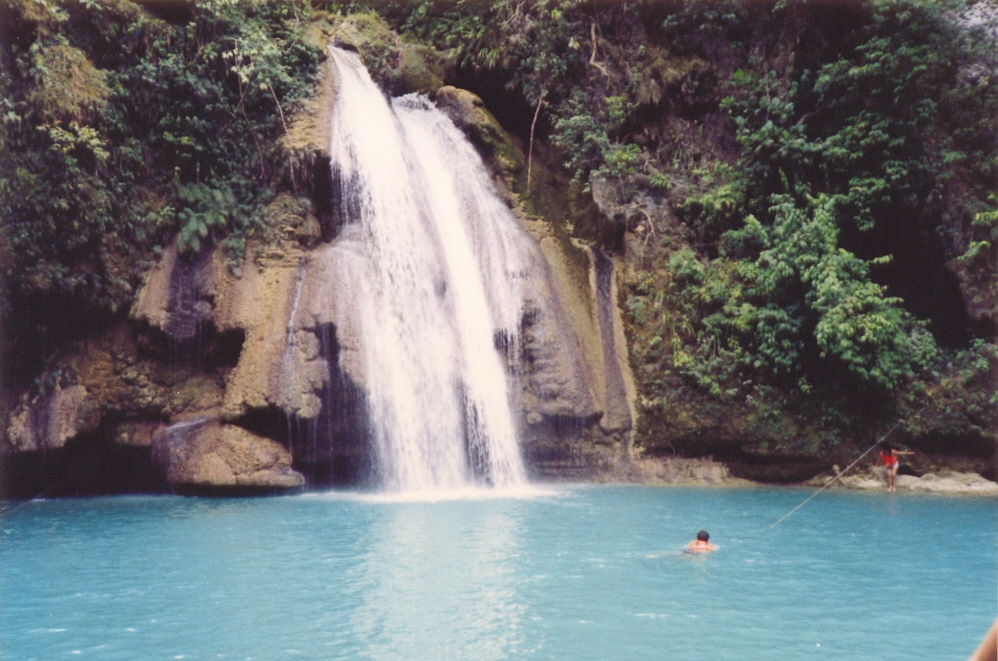
Kawasan Falls in de gemeente Badian

- De Kawasan-watervallen zijn een reeks watervallen in een dichtbegroeid gedeelte van de gemeente in barangay Matutinao.